# Natação no Campeonato Mundial de Esportes Aquáticos de 2015 - 800 m livre feminino

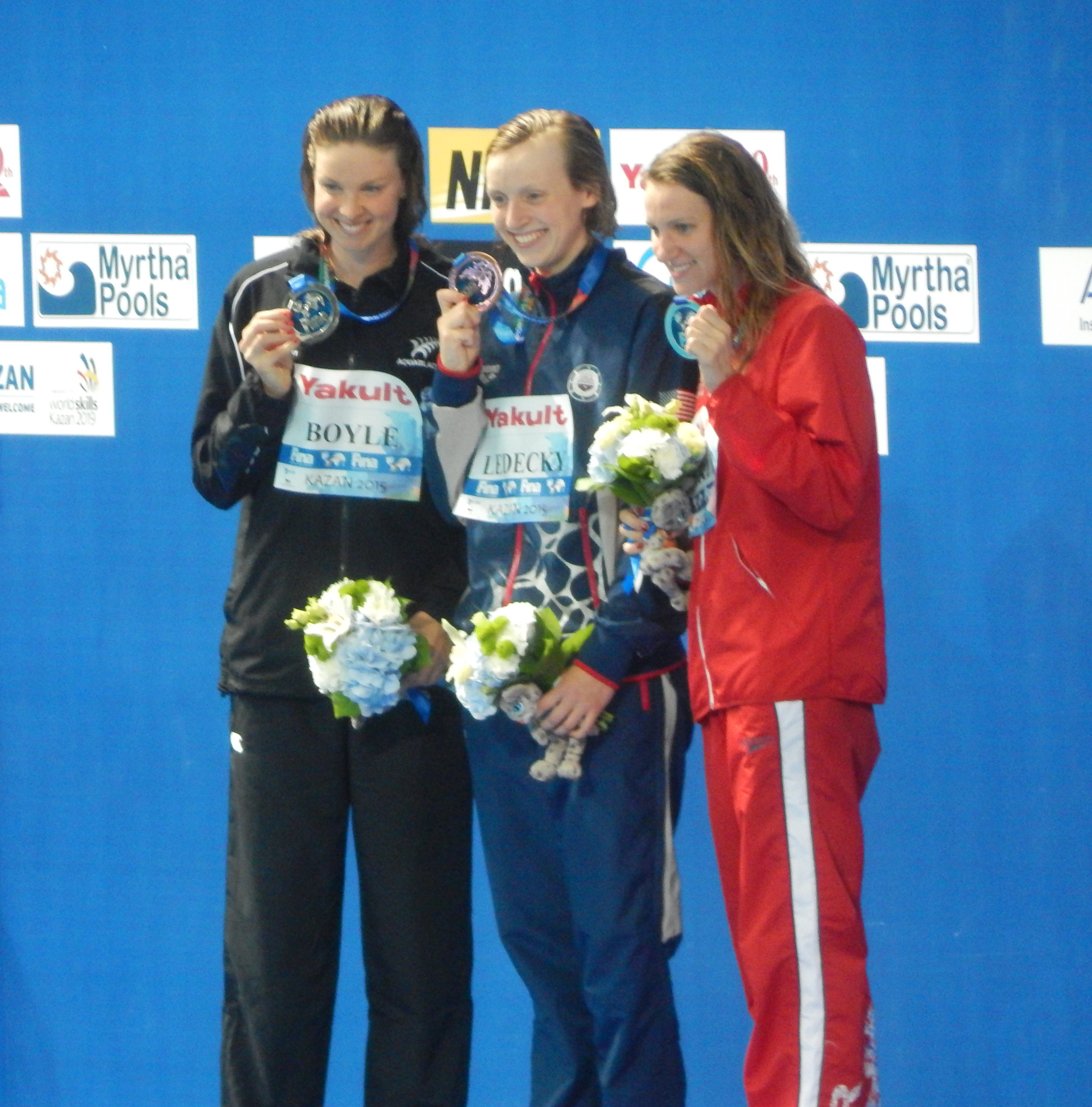
Cerimônia de premiação na categoria dos 800 metros livre feminino, em Kazan.

A prova dos 800 metros livre feminino da natação no Campeonato Mundial de Esportes Aquáticos de 2015 ocorreu no dia 7 de agosto em Cazã na Rússia. 

## Recordes
Antes desta competição, os recordes mundiais e do campeonato nesta prova eram os seguintes:
| Tipo                  | Atleta        | Tempo   | Local      | Data                |
| --------------------- | ------------- | ------- | ---------- | ------------------- |
|                       | Katie Ledecky | 8:11.00 | Shenandoah | 22 de junho de 2014 |
| Recorde do campeonato | Katie Ledecky | 8:13.86 | Barcelona  | 3 de agosto de 2013 |

Durante a competição, antes do evento dos  800 metros, em 4 de Agosto de 2015, Katie Ledecky estabeleceu um novo recorde do campeonato nos 1.500 metros nado livre. Na final, sua marca de 800 metros foi de 8:13.25. 
| Data        | Prova                         | Nadadora      | Nacionalidade  | Tempo     | Recordes              |
| ----------- | ----------------------------- | ------------- | -------------- | --------- | --------------------- |
| 4 de agosto | 1.500 metros nado livre final | Katie Ledecky | Estados Unidos | 8:13.25 † | Recorde do campeonato |
| 8 de agosto | Final                         | Katie Ledecky | Estados Unidos | 8:07.39   | ,                     |

Legend: † – em curso á final

## Medalhistas
| Ouro                | Prata              | Bronze              |
| Katie Ledecky (USA) | Lauren Boyle (NZL) | Jazmin Carlin (GBR) |

## Resultados

### Eliminatórias
Esses foram os resultados das eliminatórias. 
| Pos. | Bateria | Raia | Nadadora              | Nacionalidade  | Tempo   | Notas            |
| ---- | ------- | ---- | --------------------- | -------------- | ------- | ---------------- |
| 1    | 5       | 4    | Katie Ledecky         | Estados Unidos | 8:19.42 | Q                |
| 2    | 4       | 5    | Jessica Ashwood       | Austrália      | 8:22.17 | Q                |
| 3    | 5       | 6    | Lotte Friis           | Dinamarca      | 8:23.12 | Q                |
| 4    | 5       | 5    | Lauren Boyle          | Nova Zelândia  | 8:23.66 | Q                |
| 5    | 4       | 4    | Jazmin Carlin         | Reino Unido    | 8:23.83 | Q                |
| 6    | 4       | 6    | Sharon van Rouwendaal | Países Baixos  | 8:24.83 | Q,               |
| 7    | 4       | 2    | Sarah Köhler          | Alemanha       | 8:26.16 | Q                |
| 8    | 5       | 3    | Boglárka Kapás        | Hungria        | 8:26.96 | Q                |
| 9    | 5       | 2    | Leonie Beck           | Alemanha       | 8:28.39 |                  |
| 10   | 4       | 3    | Becca Mann            | Estados Unidos | 8:28.44 |                  |
| 11   | 3       | 2    | Kristel Köbrich       | Chile          | 8:33.12 |                  |
| 12   | 5       | 8    | Andreina Pinto        | Venezuela      | 8:33.33 |                  |
| 13   | 4       | 7    | Melani Costa          | Espanha        | 8:34.89 |                  |
| 14   | 5       | 9    | Zhang Yuhan           | China          | 8:35.17 |                  |
| 15   | 4       | 1    | Jessica Thielmann     | Reino Unido    | 8:36.88 |                  |
| 16   | 5       | 7    | Martina Caramignoli   | Itália         | 8:38.56 |                  |
| 17   | 4       | 8    | Tjasa Oder            | Eslovênia      | 8:38.85 |                  |
| 18   | 3       | 7    | Julia Hassler         | Liechtenstein  | 8:39.12 |                  |
| 19   | 5       | 1    | Erica Musso           | Itália         | 8:39.55 |                  |
| 20   | 2       | 5    | Valerie Gruest        | Guatemala      | 8:39.88 |                  |
| 21   | 3       | 3    | Samantha Arévalo      | Equador        | 8:41.15 |                  |
| 22   | 4       | 0    | Beatriz Gómez Cortés  | Espanha        | 8:41.72 |                  |
| 23   | 2       | 3    | Maria Pugliese        | Colômbia       | 8:42.14 | Recorde nacional |
| 24   | 3       | 0    | Montserrat Ortuño     | México         | 8:42.83 |                  |
| 25   | 3       | 4    | Cao Yue               | China          | 8:43.24 |                  |
| 26   | 3       | 5    | Leah Neale            | Austrália      | 8:44.38 |                  |
| 27   | 4       | 9    | Emma Robinson         | Nova Zelândia  | 8:44.86 |                  |
| 28   | 3       | 9    | Monique Olivier       | Luxemburgo     | 8:45.37 |                  |
| 29   | 3       | 6    | Joanna Evans          | Bahamas        | 8:49.96 |                  |
| 30   | 2       | 4    | Martina Elhenická     | Chéquia        | 8:53.08 |                  |

| Ver o restante da classificação | Ver o restante da classificação | Ver o restante da classificação | Ver o restante da classificação | Ver o restante da classificação | Ver o restante da classificação | Ver o restante da classificação |
| Pos.                            | Bateria                         | Raia                            | Nadadora                        | Nacionalidade                   | Tempo                           | Notas                           |
| ------------------------------- | ------------------------------- | ------------------------------- | ------------------------------- | ------------------------------- | ------------------------------- | ------------------------------- |
| 31                              | 2                               | 6                               | Khoo Cai Lin                    | Malásia                         | 8:55.20                         |                                 |
| 32                              | 3                               | 1                               | Jo Hyun-ju                      | Coreia do Sul                   | 8:57.66                         |                                 |
| 33                              | 2                               | 1                               | Daniela Miyahara                | Peru                            | 9:00.30                         |                                 |
| 34                              | 2                               | 2                               | Rachel Tseng                    | Singapura                       | 9:01.19                         |                                 |
| 35                              | 2                               | 7                               | Daniella van den Berg           | Aruba                           | 9:03.71                         |                                 |
| 36                              | 2                               | 9                               | Helena Moreno                   | Costa Rica                      | 9:09.27                         |                                 |
| 37                              | 3                               | 8                               | Valeriya Salamatina             | Rússia                          | 9:11.78                         |                                 |
| 38                              | 2                               | 8                               | Hannah Gill                     | Barbados                        | 9:16.23                         |                                 |
| 39                              | 2                               | 0                               | Talita Flan                     | Costa do Marfim                 | 9:16.89                         |                                 |
| 40                              | 1                               | 4                               | Gabriella Doueihy               | Líbano                          | 9:18.30                         |                                 |
| 41                              | 1                               | 5                               | Lena Rannvaardottir             | Ilhas Feroé                     | 9:35.53                         |                                 |
| 42                              | 1                               | 3                               | Makaela Holowchak               | Antígua e Barbuda               | 9:37.68                         |                                 |
| 43                              | 1                               | 6                               | Victoria Chentsova              | Marianas Setentrionais          | 9:48.87                         |                                 |
| 44 !                            | 5                               | 0                               | Coralie Balmy                   | França                          | 9:99.99 !                       | DNS                             |

### Final
Esse foi o resultado da final. 
| Pos.              | Raia | Nadadora              | Nacionalidade  | Tempo   | Notas              |
| ----------------- | ---- | --------------------- | -------------- | ------- | ------------------ |
| Medalha de ouro   | 4    | Katie Ledecky         | Estados Unidos | 8:07.39 | Recorde mundial    |
| Medalha de prata  | 6    | Lauren Boyle          | Nova Zelândia  | 8:17.65 | Recorde da Oceania |
| Medalha de bronze | 2    | Jazmin Carlin         | Reino Unido    | 8:18.15 |                    |
| 4                 | 5    | Jessica Ashwood       | Austrália      | 8:18.41 | Recorde nacional   |
| 5                 | 3    | Lotte Friis           | Dinamarca      | 8:21.36 |                    |
| 6                 | 8    | Boglárka Kapás        | Hungria        | 8:22.93 |                    |
| 7                 | 1    | Sarah Köhler          | Alemanha       | 8:23.67 |                    |
| 8                 | 7    | Sharon van Rouwendaal | Países Baixos  | 8:24.12 | Recorde nacional   |

Legenda
| Recorde mundial       | Recorde mundial (World record)               |                       | Recorde africano                      | Recorde africano (African) |                                           | Q | Classificado por posição (Qualified) |
| Recorde do campeonato | Recorde do campeonato (Championship record)  | Recorde da América    | Recorde da América (Americas)         | q                          | Classificado por melhor tempo (Qualified) |   |                                      |
| Melhor marca do ano   | Melhor marca do ano (World leading)          | Recorde asiático      | Recorde asiático (Asian)              | DNS                        | Não largou (Did not start)                |   |                                      |
| Recorde nacional      | Recorde nacional (National record)           | Recorde europeu       | Recorde europeu (European)            | DNF                        | Não terminou (Did not finish)             |   |                                      |
| Recorde pessoal       | Recorde pessoal do atleta (Personal best)    | Recorde da Oceania    | Recorde da Oceania (Oceania)          | DSQ / DQ                   | Desclassificado (Disqualified)            |   |                                      |
| Recorde da temporada  | Recorde da temporada do atleta (Season best) | Recorde sul-americano | Recorde sul-americano (South America) | NM                         | Sem marca (No mark)                       |   |                                      |